# Монбар (Кот-д’Ор)
Монба́р (фр. Montbard) — коммуна во Франции, находится в регионе Бургундия. Департамент коммуны — Кот-д’Ор. Входит в состав кантона Монбар. Округ коммуны — Монбар.
Код INSEE коммуны — 21425.

## Население
Население коммуны на 2010 год составляло 5513 человек.
| 1962 | 1968 | 1975 | 1982 | 1990 | 1999 | 2010 |
| ---- | ---- | ---- | ---- | ---- | ---- | ---- |
| 6386 | 7050 | 7513 | 7707 | 7108 | 6302 | 5513 |

## Экономика
В 2010 году среди 3439 человек трудоспособного возраста (15—64 лет) 2476 были экономически активными, 963 — неактивными (показатель активности — 72,0 %, в 1999 году было 69,5 %). Из 2476 активных жителей работали 2096 человек (1124 мужчины и 972 женщины), безработных было 380 (176 мужчин и 204 женщины). Среди 963 неактивных 240 человек были учениками или студентами, 406 — пенсионерами, 317 были неактивными по другим причинам.